# Хинчинбрук-Айленд
«Остров Хинчинбрук» (англ. Hinchinbrook Island National Park) — самый большой островной национальный парк Австралии, занимающий остров Хинчинбрук. Остров охраняется с 1932 года.

## География
Национальный парк находится на острове Хинчинбрук и занимает территорию 399 км2. Парк находится в 1240 км к севевро-западу от Брисбена и в 30 км к северо-востоку от Ингема. Несмотря на небольшую площадь, ландшафты парка довольно разнообразны: здесь есть песчаные пляжи, горы (высотой до 1121 м), водно-болотные угодья и лесные массивы.

## Климат
Территория национального парка находится в области влажного тропического климата. Средняя температура составляет 20 °С. Самый теплый месяц — декабрь при средней температуре 22 °С, а самый холодный июль — при средней температуре 17 °С. Среднегодовое количество осадков составляет 1995 миллиметров. Самый влажный месяц — февраль со средним количеством осадков 509 мм, а самый сухой месяц — август с 20 мм осадков.

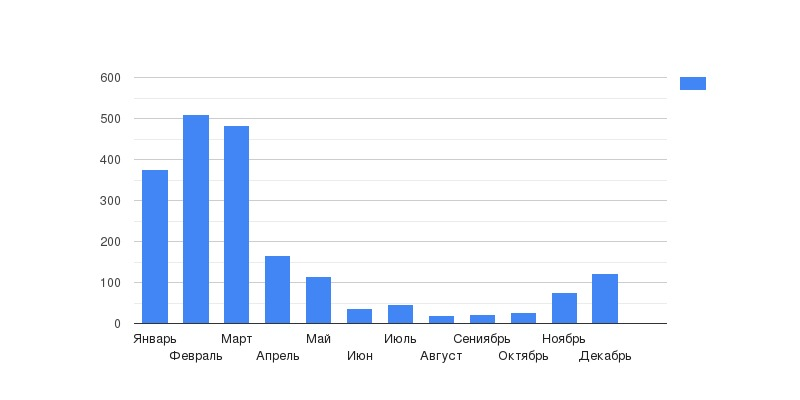
Количество осадков в парке по месяцам

## Туризм
Национальным парком управляет дикой природы Квинсленда (QPWS). Для путешествия по «Острову Хинчинбруку» необходимо разрешение. В национальном парке запрещено кормить рыб, выбрасывать мусор и разводить костры. Добраться сюда можно только по воде: на частном катере или водном такси.